# Министерство здравоохранения ЮАР
Министерство здравоохранения ЮАР — исполнительный отдел южноафриканского правительства, которому отводятся вопросы охраны здоровья. Управление по соблюдению санитарных стандартов было создано в 2014 году.

## История
В 1910 году, во время создания Южно-Африканского Союза, медицинские работники почти единодушно высказались за централизацию управления здравоохранением под руководством министра здравоохранения. 
В те времена здравоохранение входило в компетенцию Министерства внутренних дел, министр которого, Ян Смэтс, не интересовался здравоохранением и считал, что правительству не следует создавать больше ведомств.
Законопроект об общественном здравоохранении 1919 года предусматривал отдельный портфель медицинских услуг, но не создавал отдельного министерства; полученный портфель остался под контролем Министерства внутренних дел.

### 1942—1944: Национальная комиссия здравоохранения
В рамках «программы развития» была организована комиссия под председательством доктора Генри Глюкмана, целью которой было сообщить и дать рекомендации по «предоставлению организованной национальной службы здравоохранения в соответствии с современной концепцией здравоохранения для всех слоев населения Южно-Африканского Союза».
После исчерпывающего опроса всех слоев населения комиссия рекомендовала создать новый отдел здравоохранения.
Правительство страны приняло эту рекомендацию в феврале 1945 года, а в ноябре 1945 года отдел официально заработал.

### Апартеид
Политика апартеида потребовала разделения здравоохранения на четырнадцать отдельных отделов, представлявших тогдашние четыре провинции Южной Африки, а именно: Капскую провинцию, Наталь, Оранжевое свободное государство и Трансвааль.